# Рансомвер
Уцењивачки софтвер или рансомвер (енгл. ransomware) је врста штетног софтвера који ограничава приступ рачунарском систему или похрањеним подацима и тражи откупнину од жртве.
Неке врсте ренсомвера могу да блокирају рачунар на начин да се појави уцењивачка порука коју корисник не може да макне без плаћања откупнине. Друге врсте могу да шифрују датотеке. У том случају од корисника чије је рачунар заражен тражи се откупнина у замјену за дешифровање података записаних на диску.

## Познати софтверски пакети

### Реветон
У 2012. години почео је да се шири велики тројанац-изнудивач, познат као Reveton. Заснован на тројанцу Citadel (који је, заузврат, заснован на тројанцу Zeus), његов корисни терет приказује упозорење, наводно од стране органа за спровођење закона, које тврди да је рачунар коришћен за незаконите активности, као што је преузимање нелиценцираног софтвера или дечије порнографије. Због таквог понашања се обично назива „полицијски тројанац“. Упозорење обавештава корисника да ће, како би деблокирао систем, морати да плати казну, користећи ваучер од анонимне претплаћене каса услуге, као што су Ukash или paysafecard.

### КриптоЛокер
Шифрујући софтвер-изнудивач поново се појавио у септембру 2013. године са тројанцем познатим као CryptoLocker. Злонамерни софтвер је претио брисањем приватног кључа уколико се уплата у биткоинима или унапред плаћени чек не обави у року од 3 дана од инфекције. Због изузетно велике величине коришћеног кључа, аналитичари и жртве тројанца сматрали су да је CryptoLocker изузетно тешко опоравити.

### BlackByte
BlackByte изнудивачки софтвер је злонамерни софтвер први пут виђен у јулу 2021. године. Програм-изнудивач функционише као услуга (RaaS), што омогућава сајбер-криминалцима да га користе у својим злонамерним сврхама. Почетне инфекције биле су резултат експлоатације рањивости ProxyShell, што је омогућило нападачима приступ окружењу жртве.

### Фусоб
Fusob је велика породица мобилних програма-изнудивача. У периоду од априла 2015. до марта 2016. године, око 56 посто пријављених мобилних програма-изнудивача чинио је Fusob. Да би заразио уређаје, Fusob се маскира као порнографски видео плејер. Приликом инсталације, прво проверава језик система уређаја. Ако је језик руски или источноевропски, Fusob остаје у стању мировања. У супротном, блокира уређај и тражи откуп.

### Петја
Petya је први пут откривен у марту 2016. године; за разлику од других облика шифрујућих програма-изнудивача, злонамерни програм је циљао на заражавање главног загрузног записа, инсталирајући корисни терет који шифрује табеле датотека NTFS фајл система при следећем покретању зараженог система, блокирајући учитвање Windows-а док се откуп не плати. Check Point је саопштио да, иако је он сматран иновативном еволуцијом у дизајну програма-изнудивача, довео је до релативно мањег броја инфекција него други програми-изнудивачи који су деловали у приближно исто време.